# Viktor Jakovljevič Bunjakovski
Viktor Jakovljevič Bunjakovski [víktor jakóvljevič bunjakóvski] (rusko Ви́ктор Яковлевич Буняко́вский, ukrajinsko Віктор Я́кович Буняко́вський), ruski matematik Ukrajinskega porekla, * 15. december (3. december, ruski koledar) 1804, Bar, Podolska gubernija, Ruski imperij (sedaj Viniška oblast, Ukrajina), † 12. december (30. november), 1889, Sankt Peterburg, Ruski imperij (sedaj Rusija).
Bunjakovski je najbolj znan po svojem delu iz teoretične mehanike in teorije števil (domneva Bunjakovskega) . Odkril je neenakost Cauchyja-Bunjakovskega (Cauchy-Schwarzeva neenakost) in jo leta 1859 dokazal za primer neskončne razsežnosti, več let pred Schwarzevim delom na tem področju.